# Саграда Есперанса
Групо Дешпортиво Саграда Есперанса, или просто Саграда Есперанса, е анголски футболен клуб от град Дундо. Първия си трофей отборът печели през 1988 г. – Купата на Ангола (1 – 0 на финала срещу ФК Кабинда), а през 2005 г. печели и шампионата с преднина от една точка пред Атлетико Шпорт Авиасао. Преди това същият отбор е победен на финала за анголската купа през 1999 г. През 2003 г. Саграда играе за трети път на финал за купата, но губи от Интерклубе Луанда с 1 – 0. Отборът има и два загубени финала за Суперкупата – през 2000 г. от Примейро де Агосто и през 2006 от Авиасао.
През сезон 2007 се класира на 5-о място в първенството. Старши треньор е Албано Сезар.

## Успехи
- Шампион на Ангола(2)- 2005, 2021[1]
- Купа на Амгола(2)- 1988, 1999

## Стадион
Домакинските си срещи Саграда играе на стадион Ещадио Кинталао Дундо с капацитет 3000 зрители.

## Цветове
В домакинските си срещи отборът играе с изцяло зелен екип, а при гостуванията- с изцяло бял.